# Leader parlementaire du gouvernement (Québec)
Pour les articles homonymes, voir Leader parlementaire du gouvernement.
Le leader parlementaire du gouvernement est, au Québec, la personne responsable à l'Assemblée nationale du Québec de représenter le gouvernement pour toutes questions relatives aux procédures d'assemblée. Il propose le calendrier de travail, répond aux objections de procédures de l'opposition officielle, dépose les projets de loi à être discuté, etc. L'actuel leader parlementaire du gouvernement est Simon Jolin-Barrette. Il est en poste depuis octobre 2018. Il est assisté par un leader parlementaire adjoint qui le remplace lors de son absence. L'actuel leader parlementaire adjoint est Éric Caire.
La fonction de leader parlementaire est usuelle dans les pays utilisant le système parlementaire de Westminster.

## Liste des leaders parlementaires
- Pierre Laporte, 1965 Libéral
- Maurice Bellemare, 1966 Union nationale
- Rémi Paul, 1969 Union nationale
- Pierre Laporte, 1970 Libéral
- Gérard D. Levesque, 1970 Libéral
- Robert Burns, 1976 Parti québécois
- Claude Charron, 1978 Parti québécois
- Jean-François Bertrand, 1982 Parti québécois
- Marc-André Bédard, 1984 Parti québécois
- Michel Gratton, 1985 Libéral
- Michel Pagé, 1989 Libéral
- Pierre Paradis, 1992 Libéral
- Guy Chevrette, 1994 Parti québécois
- Pierre Bélanger, 1996 Parti québécois
- Jean-Pierre Jolivet, 1997 Parti québécois
- Jacques Brassard, 1998 Parti québécois
- André Boisclair, 2002 Parti québécois
- Jacques Dupuis, 2003 Libéral
- Jean-Marc Fournier, 2007 Libéral
- Jacques P. Dupuis, 2008 Libéral
- Jean-Marc Fournier, 2010 Libéral
- Stéphane Bédard, 2012 Parti québécois
- Jean-Marc Fournier, 2014 Libéral
- Simon Jolin-Barrette, 2018 Coalition avenir Québec